# Суемцы
Су́емцы (укр. Суємці) — село на Украине, основано в 1571 году, находится в Барановском районе Житомирской области.
Код КОАТУУ — 1820685801. Население по переписи 2001 года составляет 888 человек. Почтовый индекс — 12717. Телефонный код — 4144. Занимает площадь 4,22 км².
Близ села, на правом берегу реки Случи, найдено городище — как считается, это остатки древнерусского Семоца, впервые упомянутого в летописи под 1172 г.

## Адрес местного совета
12717, Житомирская область, Барановский р-н, с.Суемцы